# Jim Haynes
Pour les articles homonymes, voir Haynes.
Jim Haynes, né le 10 novembre 1933 à Haynesville en Louisiane et mort le 6 janvier 2021 à Paris, est un journaliste, un enseignant et un écrivain américain, qui fut, pendant les années 1960-1970, l'un des principaux animateurs de la scène alternative européenne. 
Il cofonda le premier journal underground européen, International Times à Londres en 1966, et le magazine Suck à Amsterdam, pionnier de la révolution sexuelle en Europe dans les années 1970 et sous-titré « First European sexpaper » . Il créa également plusieurs « laboratoires d'expérimentations sociales » sur Londres et Paris.

## Biographie
Jim Haynes est né en 1933 aux États-Unis, en Louisiane, mais il est considéré aujourd'hui comme le plus « pan-européen »[réf. nécessaire] de tous les Américains ayant été actifs dans la Contre-Culture de ce continent.
Après ses années d'université dans sa Louisiane natale, il arrive en Écosse en 1956 pour son service militaire, et décide de rester en Europe après avoir été libéré de ses obligations.

### Acteur duSwinging London
Il finit par se retrouver à Londres, en plein Swinging London, et fait la connaissance de John Hopkins, surnommé « Hoppy », et de John Carding, avec qui il crée le tout premier journal underground européen, en septembre 1966 : International Times (en abrégé : I.T.). 
À la même époque, il participe à la fondation du premier night-club expérimental de Londres, le U.F.O. Club (pour Underground Freak-Out) dont la soirée d'ouverture vit le premier concert public de deux nouveaux groupes (à l'époque) : Pink Floyd et Soft Machine. Il participe également à la fondation de l'Arts Lab à Drury Lane.
C'est dans le cadre de ce dernier lieu que naquit en 1968, sous son impulsion, le BIT Information Service (B.I.T. pour Beatniks International Transfers), qui devint rapidement le « centre nerveux » des réseaux alternatifs de Londres. Durant toute la première partie des années 1970, il fut dirigé par Nicholas Albery. 
Un autre rejeton de l’International Times et de Jim Haynes fut ExIT (pour EXperimental Information Thesaurus), le premier fonds européen de documentation sur les expérimentations culturelles et sociales, fondé lui aussi à Londres en septembre 1967 par Philippe Bone, et qui fut transféré en 1972 à Paris, devenant le FINDEX (pour Fonds International de Documentation des EXpérimentations).

### Une personnalité de la contre-culture européenne des années 1970
À partir de 1969, Jim Haynes vit en alternance à Paris et Amsterdam.
À Amsterdam, il lie très vite connaissance avec l'Américain Bill Daley, avec qui il cofonde le premier magazine de la révolution sexuelle en Europe, Suck. Augmentée de personnalités comme la Londonienne Germaine Greer, ou le poète et écrivain britannique Heathcote Williams, l'équipe du journal Suck forma la Suck Family, un réseau convivial et informel de libertins/libertaires qui réalisa, dans les premières années des Seventies, les très sulfureux (et très controversés) Wet Dreams Festivals. Il s'agit des premiers et uniques festivals de films « pornographiques alternatifs » jamais organisés. Ils se déroulèrent pendant trois années de suite sur une péniche naviguant en plein centre de la capitale hollandaise.
Parallèlement, à Paris, Jim Haynes démarra, avec un couple franco-américain, Bernard et Cathy Mothon, le pendant du Bit Information Service de Londres : Contacts-Informations.
Originellement ce centre d'infos fut établi dans les salles, surchargées d'ouvrages jusqu'aux plafonds, de la librairie du Quartier Latin, Shakespeare and Company. Fondée en 1953 et tenue, jusqu'à sa mort, par « Old » George Whitman, petit-fils du poète américain Walt Whitman, et qui vit défiler de nombreux poètes de la Beat Generation américaine. 
En 1972, Contacts-Informations ouvrit la première « boutique d'informations » de Paris, dans une petite ruelle non loin du quartier des Halles alors en pleine transformation. Comme sa grande sœur de Londres, ce centre devint bientôt la plateforme des réseaux parisiens d'innovation sociale. Il fut dirigé par Philippe Bone, jusqu'à sa fermeture en 1974.

### Homme-ressources depuis les années 1980

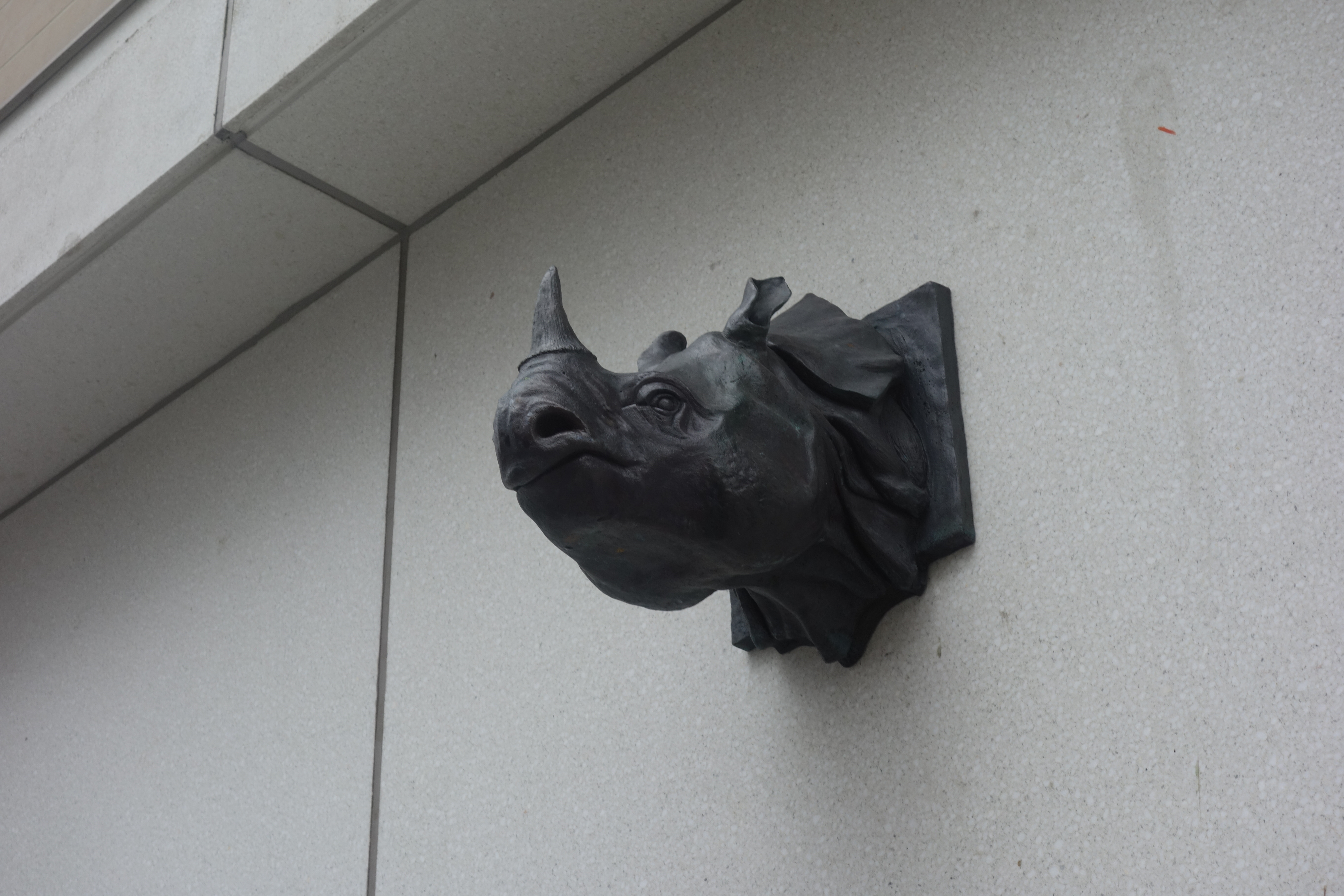
Rhinocéros (Édimbourg)

Dans les années 1970, profitant de ses expériences internationales et de sa réputation « d'activiste non-violent », Jim Haynes s'était installé à Paris, dans le 15e arrondissement, rue Mathurin-Régnier (dans une portion aujourd'hui disparue). Depuis, il habite dans un atelier d'artiste, dans le quartier de Montparnasse, dans une petite ruelle secrète bordée de verrières et d'arbustes, où il organise chaque dimanche des dîners collectifs (« Sunday dinner »), où chacun est le bienvenu, attirant ainsi des gens du monde entier.
De là, il publie de temps à autre un bulletin confectionné artisanalement, les Letters from Jim, qui diffusent des nouvelles non conventionnelles, ainsi que des considérations personnelles sur l'art de « vivre autrement » et qui est expédiée, sans périodicité, aux gens figurant sur son carnet d'adresses.

## Carrière universitaire
Depuis la date de son installation à Paris au début des années 1970 et jusqu'à la fin des années 1990, il a enseigné la sociologie des médias et animé un séminaire intitulé « Sexualité et politique » pour les étudiants de l'université Paris VIII.

## Distinctions
- Docteur honoris causa de l'université Napier d'Édimbourg (2017)

## Publications
- 1966 - 1974 : Rédacteur en chef de International Times à Londres.
- 1969 - 1974 : Cofondateur du magazine Suck (Joy Publications) à Amsterdam.
- 1971 - 1976 : Inspirateur de l'Art's Lab Newsletter puis de BIT newsletter à Londres.
- Depuis les années 1980 : auteur et diffuseur de la Letter from Jim à Paris.
- Workers of the World, Unite and Stop Working !, Paris, Éditions Dandelion, 1978 (édition bilingue anglais / français) ; réédition en anglais, Moscou, Glas, 2002.
- Everything Is ! Soft Manifestos for Our Time, Paris, Handshake Editions, 1980 ; réédition Londres, Polwarth Publishing, 2014.
- More Romance, less Romanticism, Paris, Handshake Editions, 1982.
- Thanks for Coming ! Encore !, Moscou, Glas, 2002 ; réédition Londres, Polwarth Publishing, 2014.
- World Citizen, at Home in Paris, Édimbourg, Polwarth Publishing, 2016.